# Харри, Троэльс
Тро́эльс Ха́рри (дат. Troels Harry; род. 25 декабря 1990, Видовре, Копенгаген) — датский кёрлингист.
В составе мужской сборной Дании участник зимних Олимпийских игр 2014 года (заняли шестое место); участник четырёх чемпионатов мира (лучший результат — серебряный призёр в 2016 году), семи чемпионатов Европы (лучший результат — серебряные призёры в 2010 году). Четырёхкратный чемпион Дании среди мужчин. В составе юниорской мужской сборной участник четырёх юниорских чемпионатов мира (лучший результат — чемпион в 2009 году). Четырёхкратный чемпион Дании среди юниоров.
В «классическом» кёрлинге (команда из четырёх человек одного пола) в основном играл на позиции первого.

## Достижения
- Чемпионат мира по кёрлингу среди мужчин: серебро (2016).
- Чемпионат Европы по кёрлингу: серебро (2010), бронза (2011).
- Чемпионат Дании по кёрлингу среди мужчин: золото (2012, 2013, 2014, 2016)
- Чемпионат мира по кёрлингу среди юниоров: золото (2009).
- Чемпионат Дании по кёрлингу среди юниоров: золото (2007, 2008, 2009, 2010)[5].

## Команды
| Сезон   | Четвёртый      | Третий            | Второй                               | Первый           | Запасной                                                  | Турниры                                           |
| ------- | -------------- | ----------------- | ------------------------------------ | ---------------- | --------------------------------------------------------- | ------------------------------------------------- |
| 2006—07 | Расмус Стьерне | Миккель Краусе    | Оливер Дюпон                         | Троэльс Харри    | Patrick Blom тренер: Герт Ларсен                          | ЧДЮ 2007 · ЧМЮ 2007 (4 место)                     |
| 2007—08 | Расмус Стьерне | Миккель Краусе    | Оливер Дюпон                         | Троэльс Харри    | Martin Poulsen (ЧМЮ) тренер: Герт Ларсен                  | ЧДЮ 2008 · ЧМЮ 2008 (7 место)                     |
| 2008—09 | Троэльс Харри  | Michael Ebsøe     | Даниэль Поульсен                     | Nikolaj Maegaard | тренер: Carsten Blom                                      | ЗЕЮОФ 2009 (6 место)                              |
| 2008—09 | Расмус Стьерне | Миккель Краусе    | Оливер Дюпон                         | Троэльс Харри    | Martin Poulsen (ЧМЮ) тренер: Герт Ларсен                  | ЧДЮ 2009 · ЧМЮ 2009                               |
| 2009—10 | Миккель Краусе | Оливер Дюпон      | Patrick Blom (ЧДЮ) Тобиас Туне (ЧМЮ) | Троэльс Харри    | Kasper Jørgensen (ЧМЮ) тренер: Джон Хелстон               | ЧДЮ 2010 · ЧМЮ 2010 (8 место)                     |
| 2010—11 | Расмус Стьерне | Миккель Краусе    | Миккель Поульсен                     | Троэльс Харри    | Йонни Фредериксен тренер: Ларс Виландт                    | ЧЕ 2010                                           |
| 2011—12 | Расмус Стьерне | Йонни Фредериксен | Миккель Поульсен                     | Троэльс Харри    | Ларс Виландт тренер: Джеймс Драйбур (ЧЕ, ЧМ)              | ЧЕ 2011 · ЧДМ 2012 · ЧМ 2012 (7 место)            |
| 2012—13 | Расмус Стьерне | Йонни Фредериксен | Миккель Поульсен                     | Троэльс Харри    | Ларс Виландт тренер: Джеймс Драйбур (ЧЕ, ЧМ)              | ЧЕ 2012 (4 место) · ЧДМ 2013 · ЧМ 2013 (4 место)  |
| 2013—14 | Расмус Стьерне | Йонни Фредериксен | Миккель Поульсен                     | Троэльс Харри    | Ларс Виландт тренер: Джеймс Драйбур (ЧЕ, ЗОИ)             | ЧЕ 2013 (4 место) · ЗОИ 2014 (6 место) · ЧДМ 2014 |
| 2013—14 | Расмус Стьерне | Йонни Фредериксен | Ларс Виландт                         | Троэльс Харри    | Оливер Дюпон тренер: Джеймс Драйбур                       | ЧМ 2014 (12 место)                                |
| 2014—15 | Расмус Стьерне | Миккель Краусе    | Оливер Дюпон                         | Троэльс Харри    | Миккель Поульсен, Мартин Грёнбех (ЧЕ) тренер: Герт Ларсен | ЧЕ 2014 (9 место)                                 |
| 2015—16 | Расмус Стьерне | Йонни Фредериксен | Оливер Дюпон                         | Троэльс Харри    | Миккель Поульсен тренер: Микаэль Квист                    | ЧДМ 2016                                          |
| 2015—16 | Расмус Стьерне | Йонни Фредериксен | Миккель Поульсен                     | Троэльс Харри    | Оливер Дюпон тренер: Микаэль Квист                        | ЧЕ 2015 (11 место) · ЧМ 2016                      |
| 2016—17 | Расмус Стьерне | Йонни Фредериксен | Миккель Поульсен                     | Троэльс Харри    | Оливер Дюпон тренер: Микаэль Квист                        | ЧЕ 2016 (10 место)                                |

(скипы выделены полужирным шрифтом)

## Частная жизнь
Окончил гимназию в Брённбю. Учится в Копенгагенской школе дизайна и технологии.
Начал заниматься кёрлингом в 1998 году в возрасте 7 лет.